# مسابقات قهرمانی بسکتبال آسیا ۲۰۰۵
مسابقات قهرمانی بسکتبال آسیا ۲۰۰۵ بیست و سومین دورهٔ قهرمانی آسیا برای مردان می‌باشد که از ۸ تا ۱۶ سپتامبر در دوحه، قطر برگزار گردید. این رقابت‌ها انتخابی مسابقات قهرمانی جهان ۲۰۰۶ ژاپن نیز بود. چین با برتری ۷۷–۶۱ برابر لبنان قهرمان شد. قطر نیز با حساب ۸۹–۷۷ کره جنوبی را در دیدار مکان سوم شکست داد و همراه چین و لبنان به رقابت‌های قهرمانی جهان ۲۰۰۶ راه یافت.

## انتخابی
طبق قوانین فیبا آسیا، قطر به عنوان میزبان و کره جنوبی به عنوان نایب قهرمان جام استانکوویچ فیبا آسیا ۲۰۰۴ به‌طور خودکار به رقابت‌ها راه یافتند. هر منطقهٔ آسیا نیز دو سهمیه داشت. چهار سهمیهٔ دیگر نیز به چهار تیم برتر جام استانکوویچ فیبا آسیا ۲۰۰۴ به غیر از قطر قهرمان و کره جنوبی نایب قهرمان داده شد.
| شرق آسیا (۱+۲+۲) | خلیج فارس (۱+۲) | مرکز آسیا (۲+۱) | جنوب شرق آسیا (۲) | غرب آسیا (۲+۱) |
| ---------------- | --------------- | --------------- | ----------------- | -------------- |
| کرهٔ جنوبی        | قطر             | قزاقستان        | مالزی             | ایران          |
| چین              | عربستان سعودی   | هند             | اندونزی           | لبنان          |
| تایوان           | کویت            | ازبکستان        |                   | اردن           |
| ژاپن             |                 |                 |                   |                |
| هنگ کنگ          |                 |                 |                   |                |

## قرعه‌کشی
| گروه A                                   | گروه B                          | گروه C                          | گروه D                       |
| ---------------------------------------- | ------------------------------- | ------------------------------- | ---------------------------- |
| کرهٔ جنوبی · کویت · مالزی · عربستان سعودی | چین · ایران · ازبکستان · تایوان | قطر · ژاپن · قزاقستان · اندونزی | لبنان · اردن · هنگ کنگ · هند |

## دور مقدماتی

### گروه A
| تیم           | بازی | برد | باخت | امتیاز برده | امتیاز باخته | تفاضل | امتیازات |
| ------------- | ---- | --- | ---- | ----------- | ------------ | ----- | -------- |
| کرهٔ جنوبی     | ۳    | ۳   | ۰    | ۲۷۴         | ۱۹۶          | ۷۸+   | ۶        |
| عربستان سعودی | ۳    | ۲   | ۱    | ۲۲۴         | ۲۳۷          | ۱۳–   | ۵        |
| کویت          | ۳    | ۱   | ۲    | ۲۵۲         | ۲۲۸          | ۲۴+   | ۴        |
| مالزی         | ۳    | ۰   | ۳    | ۱۶۵         | ۲۵۴          | ۸۹–   | ۳        |

| ۹ سپتامبر ۱۴:۰۰ |

|  |

| کرهٔ جنوبی | ۸۵–۸۰ | کویت |

| ۹ سپتامبر ۲۰:۴۵ |

|  |

| مالزی | ۵۱–۷۹ | عربستان سعودی |

| ۱۰ سپتامبر ۱۴:۰۰ |

|  |

| کویت | ۸۸–۵۶ | مالزی |

| ۱۰ سپتامبر ۱۶:۱۵ |

|  |

| عربستان سعودی                                  | ۵۸–۱۰۲ | کرهٔ جنوبی |
| امتیاز بر پایه وقت: ۱۰–۲۴, ۱۳–۲۸, ۱۴–۲۶, ۲۱–۲۴ |        |           |

| ۱۱ سپتامبر ۱۴:۰۰ |

|  |

| کرهٔ جنوبی | ۸۷–۵۸ | مالزی |

| ۱۱ سپتامبر ۱۸:۳۰ |

|  |

| عربستان سعودی | ۸۷–۸۴ | کویت |

### گروه B
| تیم      | بازی | برد | باخت | امتیاز برده | امتیاز باخته | تفاضل | امتیازات |
| -------- | ---- | --- | ---- | ----------- | ------------ | ----- | -------- |
| چین      | ۳    | ۳   | ۰    | ۲۳۵         | ۱۷۱          | ۶۴+   | ۶        |
| ایران    | ۳    | ۲   | ۱    | ۲۱۰         | ۱۷۶          | ۳۴+   | ۵        |
| تایوان   | ۳    | ۱   | ۲    | ۲۲۶         | ۲۱۲          | ۱۴+   | ۴        |
| ازبکستان | ۳    | ۰   | ۳    | ۱۶۶         | ۲۷۸          | ۱۱۲–  | ۳        |

| ۸ سپتامبر ۹:۳۰ |

|  |

| ایران                                          | ۶۱–۷۶ | چین |
| امتیاز بر پایه وقت: ۱۵–۱۴, ۲۰–۱۸, ۱۵–۲۷, ۱۱–۱۷ |       |     |

| ۸ سپتامبر ۱۶:۱۵ |

|  |

| تایوان                                         | ۱۱۱–۷۱ | ازبکستان |
| امتیاز بر پایه وقت: ۲۶–۱۹, ۲۷–۱۵, ۲۷–۲۵, ۳۱–۱۲ |        |          |

| ۹ سپتامبر ۹:۳۰ |

|  |

| ازبکستان | ۴۳–۸۴ | ایران |

| ۹ سپتامبر ۱۶:۱۵ |

|  |

| چین                                            | ۷۶–۵۸ | تایوان |
| امتیاز بر پایه وقت: ۲۵–۱۵, ۲۰–۱۶, ۱۷–۱۱, ۱۴–۱۶ |       |        |

| ۱۱ سپتامبر ۹:۳۰ |

|  |

| چین                                           | ۸۳–۵۲ | ازبکستان |
| امتیاز بر پایه وقت: ۲۰–۱۴, ۲۴–۶, ۲۴–۲۰, ۱۵–۱۲ |       |          |

| ۱۱ سپتامبر ۱۶:۱۵ |

|  |

| تایوان                                         | ۵۷–۶۵ | ایران |
| امتیاز بر پایه وقت: ۱۳–۱۴, ۱۳–۱۴, ۱۷–۲۱, ۱۴–۱۶ |       |       |

### گروه C
| تیم      | بازی | برد | باخت | امتیاز برده | امتیاز باخته | تفاضل | امتیازات |
| -------- | ---- | --- | ---- | ----------- | ------------ | ----- | -------- |
| قطر      | ۳    | ۳   | ۰    | ۲۴۹         | ۱۸۴          | ۶۵+   | ۶        |
| ژاپن     | ۳    | ۲   | ۱    | ۲۲۶         | ۱۹۷          | ۲۹+   | ۵        |
| قزاقستان | ۳    | ۱   | ۲    | ۲۱۵         | ۲۱۵          | ۰     | ۴        |
| اندونزی  | ۳    | ۰   | ۳    | ۱۸۱         | ۲۷۵          | ۹۴–   | ۳        |

| ۸ سپتامبر ۱۱:۴۵ |

|  |

| قزاقستان                                       | ۸۹–۶۲ | اندونزی |
| امتیاز بر پایه وقت: ۳۳–۱۶, ۱۰–۱۹, ۳۱–۱۴, ۱۵–۱۳ |       |         |

| ۸ سپتامبر ۱۸:۳۰ |

|  |

| قطر                                            | ۷۴–۶۲ | ژاپن |
| امتیاز بر پایه وقت: ۲۴–۱۶, ۱۷–۱۳, ۲۰–۱۵, ۱۳–۱۸ |       |      |

| ۹ سپتامبر ۹:۳۰ |

|  |

| ژاپن                                           | ۶۷–۶۶ | قزاقستان |
| امتیاز بر پایه وقت: ۱۳–۲۱, ۱۶–۱۳, ۲۱–۲۰, ۱۷–۱۲ |       |          |

| ۹ سپتامبر ۱۸:۳۰ |

|  |

| اندونزی                                        | ۶۲–۸۹ | قطر |
| امتیاز بر پایه وقت: ۲۱–۲۷, ۱۳–۲۵, ۱۱–۲۰, ۱۷–۱۷ |       |     |

| ۱۰ سپتامبر ۹:۳۰ |

|  |

| ژاپن                                          | ۹۷–۵۷ | اندونزی |
| امتیاز بر پایه وقت: ۲۷–۱۳, ۱۸–۷, ۲۴–۲۳, ۲۸–۱۴ |       |         |

| ۱۰ سپتامبر ۱۸:۳۰ |

|  |

| قطر                                           | ۸۶–۶۰ | قزاقستان |
| امتیاز بر پایه وقت: ۲۵–۱۳, ۲۳–۵, ۲۲–۲۱, ۱۶–۲۱ |       |          |

### گروه D
| تیم     | بازی | برد | باخت | امتیاز برده | امتیاز باخته | تفاضل | امتیازات |
| ------- | ---- | --- | ---- | ----------- | ------------ | ----- | -------- |
| لبنان   | ۳    | ۳   | ۰    | ۲۸۳         | ۱۹۱          | ۹۲+   | ۶        |
| اردن    | ۳    | ۲   | ۱    | ۲۴۴         | ۱۵۲          | ۹۲+   | ۵        |
| هند     | ۳    | ۱   | ۲    | ۲۳۲         | ۲۶۹          | ۳۷–   | ۴        |
| هنگ کنگ | ۳    | ۰   | ۳    | ۱۷۶         | ۳۲۳          | ۱۴۷–  | ۳        |

| ۸ سپتامبر ۱۴:۰۰ |

|  |

| هند                                            | ۱۰۶–۸۷ | هنگ کنگ |
| امتیاز بر پایه وقت: ۲۶–۱۱, ۱۳–۱۹, ۳۴–۲۶, ۳۳–۳۱ |        |         |

| ۸ سپتامبر ۲۰:۴۵ |

|  |

| اردن                                           | ۵۹–۶۹ | لبنان |
| امتیاز بر پایه وقت: ۱۱–۱۲, ۱۴–۲۰, ۲۰–۱۶, ۱۴–۲۱ |       |       |

| ۱۰ سپتامبر ۱۱:۴۵ |

|  |

| هنگ کنگ                                     | ۳۶–۱۰۸ | اردن |
| امتیاز بر پایه وقت: ۹–۲۶, ۹–۳۱, ۱۵–۲۳, ۳–۲۸ |        |      |

| ۱۰ سپتامبر ۲۰:۴۵ |

|  |

| لبنان | ۱۰۵–۷۹ | هند |

| ۱۱ سپتامبر ۱۱:۴۵ |

|  |

| هند                                           | ۴۷–۷۷ | اردن |
| امتیاز بر پایه وقت: ۱۵–۲۲, ۵–۱۳, ۱۲–۲۲, ۱۵–۲۰ |       |      |

| ۱۱ سپتامبر ۲۰:۴۵ |

|  |

| لبنان | ۱۰۹–۵۳ | هنگ کنگ |

## دور یک‌چهارم نهایی

### گروه I
| تیم       | بازی | برد | باخت | امتیاز برده | امتیاز باخته | تفاضل | امتیازات |
| --------- | ---- | --- | ---- | ----------- | ------------ | ----- | -------- |
| قطر       | ۳    | ۳   | ۰    | ۲۴۳         | ۱۷۸          | ۶۵+   | ۶        |
| کرهٔ جنوبی | ۳    | ۲   | ۱    | ۲۱۶         | ۲۲۱          | ۵–    | ۵        |
| ایران     | ۳    | ۱   | ۲    | ۲۱۲         | ۲۳۰          | ۱۸–   | ۴        |
| اردن      | ۳    | ۰   | ۳    | ۱۸۲         | ۲۲۴          | ۴۲–   | ۳        |

| ۱۲ سپتامبر ۱۶:۱۵ |

|  |

| کرهٔ جنوبی                                    | ۶۴–۶۳ | اردن |
| امتیاز بر پایه وقت: ۱۶–۱۴, ۱۳–۲۵, ۷–۱۶, ۲۸–۸ |       |      |

| ۱۲ سپتامبر ۱۸:۳۰ |

|  |

| ایران                                          | ۵۸–۷۹ | قطر |
| امتیاز بر پایه وقت: ۱۵–۱۶, ۱۵–۲۱, ۱۳–۲۶, ۱۵–۱۶ |       |     |

| ۱۳ سپتامبر ۱۶:۱۵ |

|  |

| اردن                                          | ۶۴–۷۹ | ایران |
| امتیاز بر پایه وقت: ۱۱–۱۳, ۱۴–۲۳, ۹–۱۴, ۳۰–۲۹ |       |       |

| ۱۳ سپتامبر ۱۸:۳۰ |

|  |

| قطر                                            | ۸۳–۶۵ | کرهٔ جنوبی |
| امتیاز بر پایه وقت: ۲۳–۱۹, ۱۸–۱۲, ۲۵–۱۵, ۱۷–۱۹ |       |           |

| ۱۴ سپتامبر ۱۶:۱۵ |

|  |

| کرهٔ جنوبی | ۸۷–۷۵ | ایران |

| ۱۴ سپتامبر ۱۸:۳۰ |

|  |

| قطر                                          | ۸۱–۵۵ | اردن |
| امتیاز بر پایه وقت: ۱۴–۸, ۲۱–۸, ۱۹–۱۸, ۲۷–۲۱ |       |      |

### گروه II
| تیم           | بازی | برد | باخت | امتیاز برده | امتیاز باخته | تفاضل | امتیازات |
| ------------- | ---- | --- | ---- | ----------- | ------------ | ----- | -------- |
| چین           | ۳    | ۳   | ۰    | ۲۷۱         | ۱۳۶          | ۱۳۵+  | ۶        |
| لبنان         | ۳    | ۲   | ۱    | ۲۴۷         | ۲۰۹          | ۳۸+   | ۵        |
| ژاپن          | ۳    | ۱   | ۲    | ۲۰۱         | ۲۰۷          | ۶–    | ۴        |
| عربستان سعودی | ۳    | ۰   | ۳    | ۱۱۷         | ۲۸۴          | ۱۶۷–  | ۳        |

| ۱۲ سپتامبر ۱۴:۰۰ |

|  |

| چین                                          | ۸۶–۵۳ | ژاپن |
| امتیاز بر پایه وقت: ۲۰–۹, ۱۷–۶, ۲۰–۱۲, ۲۹–۲۶ |       |      |

| ۱۲ سپتامبر ۲۰:۴۵ |

|  |

| عربستان سعودی                                  | ۶۳–۹۷ | لبنان |
| امتیاز بر پایه وقت: ۲۲–۲۲, ۱۴–۳۳, ۱۷–۲۶, ۱۰–۱۶ |       |       |

| ۱۳ سپتامبر ۱۴:۰۰ |

|  |

| ژاپن                                           | ۸۹–۴۴ | عربستان سعودی |
| امتیاز بر پایه وقت: ۲۲–۱۰, ۱۷–۱۱, ۲۵–۱۲, ۲۵–۱۱ |       |               |

| ۱۳ سپتامبر ۲۰:۴۵ |

|  |

| لبنان                                          | ۷۳–۸۷ | چین |
| امتیاز بر پایه وقت: ۱۷–۲۴, ۱۰–۲۶, ۲۳–۱۸, ۲۳–۱۹ |       |     |

| ۱۴ سپتامبر ۱۴:۰۰ |

|  |

| عربستان سعودی                              | ۱۰–۹۸ | چین |
| امتیاز بر پایه وقت: ۴–۳۵, ۲–۲۱, ۲–۲۶, ۲–۱۶ |       |     |

| ۱۴ سپتامبر ۲۰:۴۵ |

|  |

| ژاپن                                         | ۵۹–۷۷ | لبنان |
| امتیاز بر پایه وقت: ۲۲–۲۷, ۷–۱۶, ۱۵–۲۸, ۱۵–۶ |       |       |

### گروه III
| تیم      | بازی | برد | باخت | امتیاز برده | امتیاز باخته | تفاضل | امتیازات |
| -------- | ---- | --- | ---- | ----------- | ------------ | ----- | -------- |
| قزاقستان | ۳    | ۳   | ۰    | ۲۸۴         | ۱۹۵          | ۸۹+   | ۶        |
| ازبکستان | ۳    | ۲   | ۱    | ۲۳۲         | ۲۱۹          | ۱۳+   | ۵        |
| کویت     | ۳    | ۱   | ۲    | ۲۲۶         | ۲۵۲          | ۲۶–   | ۴        |
| هنگ کنگ  | ۳    | ۰   | ۳    | ۱۷۵         | ۲۵۱          | ۷۶–   | ۳        |

| ۱۲ سپتامبر ۱۱:۴۵ |

|  |

| کویت | ۸۱–۶۶ | هنگ کنگ |

| ۱۲ سپتامبر ۱۱:۴۵ |

|  |

| ازبکستان | ۵۶–۱۰۴ | قزاقستان |

| ۱۳ سپتامبر ۱۱:۴۵ |

|  |

| قزاقستان | ۹۶–۷۷ | کویت |

| ۱۳ سپتامبر ۱۱:۴۵ |

|  |

| هنگ کنگ | ۴۷–۸۶ | ازبکستان |

| ۱۴ سپتامبر ۹:۳۰ |

|  |

| قزاقستان | ۸۴–۶۲ | هنگ کنگ |

| ۱۴ سپتامبر ۱۱:۴۵ |

|  |

| کویت | ۶۸–۹۰ | ازبکستان |

### گروه IV
| تیم     | بازی | برد | باخت | امتیاز برده | امتیاز باخته | تفاضل | امتیازات |
| ------- | ---- | --- | ---- | ----------- | ------------ | ----- | -------- |
| تایوان  | ۳    | ۳   | ۰    | ۳۲۴         | ۲۵۷          | ۶۷+   | ۶        |
| هند     | ۳    | ۲   | ۱    | ۲۵۸         | ۲۴۶          | ۱۲+   | ۵        |
| اندونزی | ۳    | ۱   | ۲    | ۲۱۳         | ۲۵۳          | ۴۰–   | ۴        |
| مالزی   | ۳    | ۰   | ۳    | ۲۱۲         | ۲۵۱          | ۳۹–   | ۳        |

| ۱۲ سپتامبر ۹:۳۰ |

|  |

| مالزی | ۷۵–۸۲ | هند |

| ۱۲ سپتامبر ۹:۳۰ |

|  |

| تایوان | ۱۰۹–۸۸ | اندونزی |

| ۱۳ سپتامبر ۹:۳۰ |

|  |

| مالزی | ۵۸–۶۰ | اندونزی |

| ۱۳ سپتامبر ۹:۳۰ |

|  |

| هند | ۹۰–۱۰۶ | تایوان |

| ۱۴ سپتامبر ۹:۳۰ |

|  |

| مالزی | ۷۹–۱۰۹ | تایوان |

| ۱۴ سپتامبر ۱۱:۴۵ |

|  |

| اندونزی | ۶۵–۸۶ | هند |

## رده‌بندی نهم تا شانزدهم

### مکان پانزدهم
| ۱۶ سپتامبر ۹:۳۰ |

|  |

| هنگ کنگ | ۷۲–۶۸ | مالزی |

### مکان سیزدهم
| ۱۵ سپتامبر ۱۱:۴۵ |

|  |

| کویت | ۸۶–۵۲ | اندونزی |

### مکان یازدهم
| ۱۶ سپتامبر ۱۱:۴۵ |

|  |

| ازبکستان | ۶۳–۵۵ | هند |

### مکان نهم
| ۱۵ سپتامبر ۹:۳۰ |

|  |

| قزاقستان | ۶۹–۷۷ | تایوان |

## رده‌بندی پنجم تا هشتم
|  | نیمه‌نهایی     | نیمه‌نهایی  |    |               | مکان پنجم  | مکان پنجم |  |
|  |               |            |    |               |            |           |  |
|  | ۱۵ سپتامبر    |            |    |               |            |           |  |
|  | ایران         | ۷۹         |    |               |            |           |  |
|  | عربستان سعودی | ۳۴         |    |               |            |           |  |
|  |               |            |    |               |            |           |  |
|  |               |            |    |               | ۱۶ سپتامبر |           |  |
|  |               |            |    |               | ایران      | ۶۱        |  |
|  |               | ژاپن       | ۷۲ |               |            |           |  |
|  |               |            |    |               |            |           |  |
|  |               |            |    |               |            |           |  |
|  |               |            |    |               | مکان هفتم  |           |  |
|  | ۱۵ سپتامبر    | ۱۵ سپتامبر |    | ۱۶ سپتامبر    | ۱۶ سپتامبر |           |  |
|  | ژاپن          | ۶۷         |    | عربستان سعودی | ۵۰         |           |  |
|  | اردن          | ۵۹         |    |               | اردن       | ۸۸        |  |

### نیمه‌نهایی
| ۱۵ سپتامبر ۱۴:۰۰ |

|  |

| ایران | ۷۹–۳۴ | عربستان سعودی |

| ۱۵ سپتامبر ۱۶:۱۵ |

|  |

| ژاپن                                           | ۶۷–۵۹ | اردن |
| امتیاز بر پایه وقت: ۱۲–۱۱, ۲۶–۱۷, ۱۷–۱۸, ۱۲–۱۳ |       |      |

### مکان هفتم
| ۱۶ سپتامبر ۱۴:۰۰ |

|  |

| عربستان سعودی                                  | ۵۰–۸۸ | اردن |
| امتیاز بر پایه وقت: ۱۳–۱۵, ۱۱–۲۹, ۱۴–۲۹, ۱۲–۱۵ |       |      |

### مکان پنجم
| ۱۶ سپتامبر ۱۶:۱۵ |

|  |

| ایران                                          | ۶۱–۷۲ | ژاپن |
| امتیاز بر پایه وقت: ۱۱–۱۷, ۱۳–۱۹, ۱۲–۱۵, ۲۵–۲۱ |       |      |

## دور نهایی
|  | نیمه‌نهایی  | نیمه‌نهایی  |    |            | نهایی      | نهایی |  |
|  |            |            |    |            |            |       |  |
|  | ۱۵ سپتامبر |            |    |            |            |       |  |
|  | قطر        | ۷۹         |    |            |            |       |  |
|  | لبنان      | ۸۳         |    |            |            |       |  |
|  |            |            |    |            |            |       |  |
|  |            |            |    |            | ۱۶ سپتامبر |       |  |
|  |            |            |    |            | لبنان      | ۶۱    |  |
|  |            | چین        | ۷۷ |            |            |       |  |
|  |            |            |    |            |            |       |  |
|  |            |            |    |            |            |       |  |
|  |            |            |    |            | مکان سوم   |       |  |
|  | ۱۵ سپتامبر | ۱۵ سپتامبر |    | ۱۶ سپتامبر | ۱۶ سپتامبر |       |  |
|  | چین        | ۹۳         |    | قطر        | ۸۹         |       |  |
|  | کرهٔ جنوبی  | ۴۹         |    |            | کرهٔ جنوبی  | ۷۷    |  |

### نیمه‌نهایی
| ۱۵ سپتامبر ۱۸:۳۰ |

|  |

| قطر                                            | ۷۹–۸۳ | لبنان |
| امتیاز بر پایه وقت: ۲۲–۱۸, ۱۳–۲۱, ۲۲–۲۳, ۲۲–۲۱ |       |       |

| ۱۵ سپتامبر ۲۰:۴۵ |

|  |

| چین                                           | ۹۳–۴۹ | کرهٔ جنوبی |
| امتیاز بر پایه وقت: ۲۴–۱۸, ۲۴–۱۵, ۲۹–۲, ۱۶–۱۴ |       |           |

### مکان سوم
| ۱۶ سپتامبر ۱۸:۳۰ |

|  |

| قطر                                            | ۸۹–۷۷ | کرهٔ جنوبی |
| امتیاز بر پایه وقت: ۱۵–۲۷, ۲۶–۲۲, ۲۱–۱۶, ۲۷–۱۲ |       |           |

### نهایی
| ۱۶ سپتامبر ۲۰:۴۵ |

|  |

| لبنان                                          | ۶۱–۷۷ | چین               |
| امتیاز بر پایه وقت: ۱۰–۱۸, ۱۶–۱۵, ۲۰–۱۹, ۱۵–۲۵ |       |                   |
| امتیاز: El Khatib ۲۴                           |       | امتیاز: Yao M. ۲۴ |

## جدول نهایی
| رتبه | تیم           | رکورد |
| ---- | ------------- | ----- |
| 1    | چین           | ۸–۰   |
| 2    | لبنان         | ۶–۲   |
| 3    | قطر           | ۷–۱   |
| ۴    | کرهٔ جنوبی     | ۵–۳   |
| ۵    | ژاپن          | ۵–۳   |
| ۶    | ایران         | ۴–۴   |
| ۷    | اردن          | ۳–۵   |
| ۸    | عربستان سعودی | ۲–۶   |
| ۹    | تایوان        | ۵–۲   |
| ۱۰   | قزاقستان      | ۴–۳   |
| ۱۱   | ازبکستان      | ۳–۴   |
| ۱۲   | هند           | ۳–۴   |
| ۱۳   | کویت          | ۳–۴   |
| ۱۴   | اندونزی       | ۱–۶   |
| ۱۵   | هنگ کنگ       | ۱–۶   |
| ۱۶   | مالزی         | ۰–۷   |

## جوایز
| قهرمان آسیا ۲۰۰۵        |
| ----------------------- |
| · چین · چهاردهمین عنوان |